# Tale of Revenge
Tale of Revenge (рус. Повесть о мести) — сингл 2004 года финской фолк-/MDM группы Ensiferum с их второго полноформатного альбома Iron. Включает в себя стандартную версию одноимённой композиции и кавер на песню группы Metallica — Battery, доступный также в лимитированной версии альбома Iron.

## Список композиций
1. Tale of Revenge (Повесть о мести) — 04:31
2. Battery (Metallica cover) — 05:13